# Élections législatives curaciennes de 2021
Les élections législatives curaciennes de 2021 ont lieu le 19 mars 2021 afin de renouveler les membres du parlement de Curaçao, un État constitutif du Royaume des Pays-Bas. 
Le scrutin est marqué par la victoire du Mouvement pour le futur de Curaçao (MKP), indépendantiste, qui arrive en tête et remporte à lui seul près de la moitié des sièges. Son dirigeant Gilmar Pisas est par conséquent nommé formateur par la gouverneure Lucille George-Wout. La coalition sortante, composée du Parti de la vraie alternative, du Mouvement Antilles nouvelles et du Parti de l'innovation nationale essuie une sévère défaite, les deux premiers perdant une bonne partie de leurs sièges tandis que le troisième ne parvient pas à se maintenir au parlement.

## Contexte
Les élections législatives d'avril 2017 voient le Parti de la vraie alternative arriver en tête avec six sièges sur vingt-et-un. Son chef Eugène Rhuggenaath est nommé Formateur par la gouverneur Lucille George-Wout afin de former un nouveau gouvernement. Rhuggenaath forme une coalition avec le Mouvement Antilles nouvelles et le Parti de l'innovation nationale, détenant ainsi la majorité à la chambre avec douze sièges sur vingt-et-un, et prête serment en tant que Premier ministre le 29 mai 2017.
Les élections ont par ailleurs lieu quelques jours après celles organisées dans le territoire européen des Pays-Bas, l'un des trois autres États constitutifs du Royaume des Pays-Bas.

## Système politique et électoral
L'île de Curaçao est une île néerlandaise des Caraïbes organisée sous la forme d'une monarchie parlementaire. L'île forme un État du Royaume des Pays-Bas à part entière depuis la dissolution de la fédération des Antilles néerlandaises en 2010. Le roi Guillaume-Alexandre en est nominalement le chef de l'État et y est représenté par un gouverneur.
Le Parlement est unicaméral. Son unique chambre, appelée États de Curaçao, est composée de 21 représentant élus pour 4 ans au scrutin proportionnel plurinominal dans une unique circonscription. Les États de Curaçao nomment le Premier ministre et les membres du Conseil des ministres qu'il dirige. Ce même Premier ministre propose au souverain un candidat au poste de gouverneur de Curaçao, représentant de la couronne nommé pour six ans.

### Primaires
À Curaçao, le mode de scrutin à la proportionnelle n'a pas recours à un seuil électoral mais à un système de primaires où l'ensemble de la population peut voter pour l'un des nouveaux partis. Seuls peuvent ainsi se présenter aux élections les partis ayant déjà un ou plusieurs députés au parlement, ou ayant franchi lors de ces primaires un quorum de voix fixé à 1 % du total des suffrages exprimés lors des précédentes élections, soit ici 789 voix.
Vingt-trois partis s'inscrivent pour concourir aux élections de 2021, dont seize non représentés au parlement qui participent ainsi aux primaires organisées les 30 et 31 janvier 2021. Sur les seize, huit franchissent le seuil exigé.
| Parti national du peuple            | 3 374  |  |  |  |
| Curaçao est la meilleure            | 2 686  |  |  |  |
| Travaillons pour Curaçao            | 2 216  |  |  |  |
| Un changement pour Curaçao          | 1 514  |  |  |  |
| Parti démocratique                  | 1 492  |  |  |  |
| Vision                              | 1 303  |  |  |  |
| Mouvement Kousa Promé               | 1 285  |  |  |  |
| Kumun                               | 942    |  |  |  |
| Quorum de 789 voix                  |        |  |  |  |
| Parti Mavis                         | 758    |  |  |  |
| Mouvement KAS                       | 746    |  |  |  |
| Union et progrès                    | 627    |  |  |  |
| Parti pour le bien-être de Curaçao  | 547    |  |  |  |
| Un nouveau Curaçao                  | 520    |  |  |  |
| Awor Ta Basta                       | 350    |  |  |  |
| Nouvelle alliance                   | 176    |  |  |  |
| Mouvement populaire pour le progrès | 62     |  |  |  |
|                                     |        |  |  |  |
| Votes valides                       | 18 598 |  |  |  |
| Votes blancs                        | 29     |  |  |  |
| Votes nuls                          | 597    |  |  |  |
| Total                               | 19 224 |  |  |  |

## Résultats
|                          |                                                    |         |       |       |        |               |  |  |  |
| Parti                    | Parti                                              | Votes   | %     | +/-   | Sièges | +/-           |  |  |  |
|                          | Mouvement pour le futur de Curaçao (MKP)           | 23 559  | 27,76 | 7,88  | 9      | 4             |  |  |  |
|                          | Parti de la vraie alternative (PAR)                | 11 778  | 13,88 | 9,40  | 4      | 2             |  |  |  |
|                          | Parti national du peuple (PNP)                     | 10 563  | 12,45 | 8,47  | 4      | 4             |  |  |  |
|                          | Mouvement Antilles nouvelles (MAN)                 | 5 456   | 6,43  | 13,99 | 2      | 3             |  |  |  |
|                          | Curaçao est la meilleure (KEM)                     | 4 537   | 5,35  | Nv    | 1      | 1             |  |  |  |
|                          | Travaillons pour Curaçao (TPK)                     | 4 411   | 5,20  | Nv    | 1      | 1             |  |  |  |
|                          | Un changement pour Curaçao (UKPK)                  | 3 990   | 4,70  | Nv    | 0      | en stagnation |  |  |  |
|                          | Parti de l'innovation nationale (PIN)              | 3 734   | 4,40  | 0,93  | 0      | 1             |  |  |  |
|                          | Vision pour Curaçao (VISHON)                       | 3 544   | 4,18  | Nv    | 0      | en stagnation |  |  |  |
|                          | Curaçao pour nous tous (KdNT)                      | 3 521   | 4,15  | 5,34  | 0      | 2             |  |  |  |
|                          | Mouvement Kousa Promé (MKP)                        | 2 455   | 2,89  | Nv    | 0      | en stagnation |  |  |  |
|                          | Parti démocratique (DP)                            | 2 388   | 2,81  | Nv    | 0      | en stagnation |  |  |  |
|                          | Curaçao nouvelle municipalité néerlandaise (KUMUN) | 2 245   | 2,65  | Nv    | 0      | en stagnation |  |  |  |
|                          | Mouvement progressiste (MP)                        | 1 462   | 1,72  | 3,22  | 0      | 1             |  |  |  |
|                          | Peuple souverain (OV)                              | 1 215   | 1,43  | 3,71  | 0      | 1             |  |  |  |
|                          |                                                    |         |       |       |        |               |  |  |  |
| Votes valides            | Votes valides                                      | 84 858  | 98,78 |       |        |               |  |  |  |
| Votes blancs et nuls     | Votes blancs et nuls                               | 1 052   | 1,22  |       |        |               |  |  |  |
| Total                    | Total                                              | 85 910  | 100   | -     | 21     | en stagnation |  |  |  |
| Abstentions              | Abstentions                                        | 30 236  | 26,03 |       |        |               |  |  |  |
| Inscrits / participation | Inscrits / participation                           | 116 146 | 73,97 |       |        |               |  |  |  |

## Suites
La coalition sortante essuie une importante défaite, 
le PAR et le MAN perdant une bonne partie de leurs sièges, tandis que le PIN perd toute représentation au parlement. Le scrutin voit la victoire du Mouvement pour le futur de Curaçao (MKP), indépendantiste, qui arrive en tête et remporte à lui seul près de la moitié des sièges. Son dirigeant Gilmar Pisas est par conséquent nommé formateur par la gouverneure Lucille George-Wout,. Le 1er mai, il signe un accord pour un gouvernement de coalition réunissant le MFK et le Parti national du peuple (PNP). L'assemblée tient sa session inaugurale le 11 mai suivant,, et le gouvernement Pisas est investi le 14 juin.